# Tim Maeyens
Tim Maeyens, belgijski veslač, * 23. avgust 1981, Brugge. 
Maeyens, diplomirani bioinženir Univerze v Ghentu je začel veslati pri devetih letih, danes pa vesla za Kraljevo veslaško društvo Bruges. 
Leta 1999 je osvojil bronasto medaljo v enojcu na mladinskem svetovnem prvenstvu, leta 2002 pa je s Christophom Raesom osvojil šesto mesto v dvojnem dvojcu na svetovnem prvenstvu do 23 let.
Na Poletnih olimpijskih igrah 2004 v Atenah je nastopil v enojcu in  v finalu osvojil šesto mesto. 
Tudi na Poletnih olimpijskih igrah 2008 v Pekingu se je v enojcu uspel uvrstiti v finale, kjer je osvojil četrto mesto. Bronasto medaljo je takrat zgrešil za 1,8 sekunde. 